# Soñadoras – Szerelmes álmodozók
A Soñadoras – Szerelmes álmodozók egy 1998 és 1999 között készült mexikói televíziós sorozat. A sorozat, karaktereiben és felépítésében nagyon hasonlít a Szeretők és riválisok című telenovellához. Magyarországon a TV2 kereskedelmi csatorna mutatta be 2000. május 8-án. 2009-ben a Cool TV tűzte műsorára. 2023-ban az Izaura TV ismételte - régi szinkron ellenére - felújított másik változattal és más főcím-klippel; emellett az Izaura elhagyta a Soñadoras címet. Esténként román esti 12+ korhatárral vetítette és nappalonként cenzúrázva ismételte.
A sorozat hat fiatal körül forog nagyon tág témákkal fűszerezve. Szerelmekkel, csalódásokkal, intrikákkal, fiatalkori mentális betegségekkel, bigott neveléssel, és a drogozás veszélyeivel. Ifjúsági közeg ellenére komoly mondanivalóival és átlagtól erőszakosabb jeleneteivel kinőtte magát a szokványos szappanoperák közül, emellett saját idejében képes volt felhívni a fiatalok figyelmét a drogozás veszélyeire.

## Történet
|  | Alább a cselekmény részletei következnek! |

A sorozat hat fiatalról szól szerelemmel, intrikával fűszerezve. A történetben nagy szerepet kap Fernanda, aki pszichológusként dolgozik egy rehabilitációs központban. Fernandát nemrégiben nagy tragédia érte: édesapja golyót kapott a gerincébe, és ezáltal lebénult, miközben lánya vőlegényét próbálta megmenteni. Eugenio de la Peña egy gonosz kábítószer-kereskedő, aki szerelmes Fernandába és mindenképpen el akarja venni feleségül. Fernanda azonban José Luisba, a helyi középiskola irodalomtanárába szerelmes. José Luis sötét titkot rejteget. Amikor Eugenio megtudja, hogy Fernanda José Luisba szerelmes, akiért a lánya Jacqueline is odavan, bosszút forral, és áskálódni kezd José Luis múltjában. Jacqueline Manuellel, a helyi középiskola népszerű szépfiújával jár. Jacqueline egyik barátnője Emilia, a romantikus, de reális fiatal lány, akinek az az álma, hogy táncos legyen. Emilia barátja Gerardo, aki egy rockbandában énekel, de hamarosan a táncos-koreográfus Enrique lép be Emilia életébe, akibe rögtön beleszeret. Jacqueline másik barátnője a csúnyácska Lucía, a leggazdagabb álmodozó. Lucía titkon Betóba szerelmes. Beto és Julieta egy környéken laknak, Julieta Lucía legjobb barátnője. Julieta szégyelli, hogy szegények, ezért találkozgat Carlosszal, a gazdag orvossal, akit arra próbál meg felhasználni, hogy kihúzza őt a szegénység mocsarából. Új diák érkezik az iskolába, Rubén Berraizabal, akinek megtetszik Julieta, de amint kiderül, hogy a lány nem gazdag, Rubén faképnél hagyja. Lucía barátnői segítségével nagy változásokon megy keresztül, mind külsőleg, mind belsőleg, azért, hogy elnyerje Gerardo szívét. Adrianaként mutatkozik be, új külsejével senki nem ismeri fel...
|  | Itt a vége a cselekmény részletezésének! |

## Szereposztás
| Szerepnév                                      | Színész               | Magyar Hang           |
| ---------------------------------------------- | --------------------- | --------------------- |
| Fernanda Guzmán                                | Alejandra Ávalos      | Holló Orsolya         |
| José Luis Dueñas                               | Arturo Peniche        | Haás Vander Péter     |
| Enrique Bernal                                 | Ariel López Padilla   | Stohl András          |
| Eugenio de la Peña                             | José Carlos Ruiz      | Szersén Gyula         |
| Jacqueline de la Peña                          | Aracely Arámbula      | Dögei Éva             |
| Lucía de la Macorra, Adriana                   | Michelle Vieth        | Mezei Kitty           |
| Emilia González                                | Laisha Wilkins        | Solecki Janka         |
| Julieta Ruiz                                   | Angélica Vale         | Makay Andrea          |
| Anita «Ana» Linarres                           | Irán Castillo         | Vadász Bea            |
| Adalberto «Beto» Roque Pedro Pablo Rivideneyra | Arath de la Torre     | Bozsó Péter           |
| Manuel Vasconzelos                             | Eduardo Verástegui    | Papp Dániel           |
| Gerardo «Jerry» Rinalde                        | Jan                   | Seder Gábor           |
| Benjamín «Terco» Soto                          | Diego Schoening       | Vári Attila           |
| Rubén Berraizabal                              | Kuno Becker           | Markovics Tamás       |
| Alfredo Guzmán                                 | Gustavo Rojo          | Uri István            |
| Viviana de la Peña                             | Lupita Lara           | Tóth Judit            |
| Horacio de la Macorra                          | Raymundo Capetillo    | Németh László         |
| Antonia de la Macorra                          | Dulce                 | Tátrai Zita           |
| Nancy Arajuo de González                       | Mariana Karr          | Andai Györgyi         |
| Octavio Ruiz                                   | Polo Ortín            | Holl János            |
| Maite Castañeda de Ruiz                        | Zoila Quiñones        | Várnagy Katalin       |
| Rosita Ruiz                                    | Silvia Eugenia Derbez | Urbán Andrea          |
| Elena                                          | Irina Areu            | Bókai Mária           |
| Rocky                                          | Enrique Hidalgo       | Breyer László         |
| Ricardo Linarres                               | Sergio Acosta         | Orosz István          |
| Pedro Roque                                    | Sergio DeFassio       | Németh Gábor          |
| Lupe Roque                                     | Anghel                | Román Judit           |
| Ismael                                         | José Luis Cordero     | Csuha Lajos           |
| Don Manuel Vasconzelos                         | Teo Tapia             | Bácskai János         |
| Benjamín anyja                                 | Mónica Prado          |                       |
| Artemio Berraizabal                            | Luis Couturier        | Várkonyi András       |
| Dorotea Berraizabal                            | Silvia Valdéz         | Bessenyei Emma        |
| Dr. Carlos Muñoz                               | Alejandro Aragón      | Juhász Károly         |
| Irene de Muñoz                                 | Mané Macedo           |                       |
| David «Cubano»                                 | Rudy Casanova         | Sallai Tibor          |
| Medúza                                         | Jorge Becerril        | Juhász György         |
| Marconi                                        | Carlos Cámara         | Kardos Gábor          |
| Sandra                                         | Shirley               | Oláh Orsolya          |
| Igazgató                                       | Antonio Miguel        | Palóczy Frigyes       |
| Francisco «Pancho» Pérez                       | Eduardo Rodríguez     | Schmied Zoltán        |
| Rodolfo                                        | Ramón Valdés          | Előd Álmos            |
| Victorio                                       | Roberto Tello         | Minárovits Péter      |
| Leticia, Mariana Mejía                         | Gabriela Tavela       | Kiss Virág            |
| Ojinaga                                        | Alberto Loztin        | Welker Gábor          |
| Gregorio                                       | Ricardo Silva         | Katona Zoltán         |
| Miguel                                         | Carlos Miguel         | Beratin Gábor         |
| Kika                                           | Ana Luisa Peluffo     | Kassai Ilona          |
| Vanessa                                        | Mónica Dossetti       | Koroknay Simon Eszter |
| Adolfo                                         | Mike Biaggio          |                       |
| María                                          | Jessica Segura        | Bogdányi Titanilla    |
| Gonzalo Sifuentes                              | Miguel Serros         | Tóth Roland           |
| Germán                                         | Mauricio Barcelata    |                       |
| Gabriel                                        | Renato Bartilotti     |                       |
| Patricia                                       | Serrana               |                       |
| Victoria Holes                                 | Manola Diez           | Orosz Anna            |

## Érdekességek
- Alejandra Ávalos és Arturo Peniche később a Sebzett szívek című sorozatban játszottak újra együtt, ahol Alejandra a gonosz Gildát alakította.
- A sorozat felépítésében és karaktereiben nagyon hasonlít a Szeretők és riválisok című sorozatra, ahol szintén a drog- és az alkoholproblémák állnak a középpontban. Eltérés a Sonadoras-hoz képest, hogy ott az apa-karakter második felesége, Roxana a főgonosz.